# Reprezentacja Kazachstanu w piłce nożnej mężczyzn
Reprezentacja Kazachstanu w piłce nożnej pierwszy mecz rozegrała w 1992 roku. Przedtem jej piłkarze grywali w barwach Związku Radzieckiego.
Kazachstan dopiero od 2002 roku jest członkiem UEFA, wcześniej należał do Piłkarskiej Federacji Azji (AFC). W europejskich eliminacjach do mistrzostw świata zadebiutował w 2004 roku (mundial 2006). Bilans występów – 0 zwycięstw, 1 remis, 11 porażek (bramki 6:29), i ostatnie miejsce w grupie. 
Większość zawodników obecnej reprezentacji na co dzień gra w lidze kazachskiej, niektórzy kadrowicze występują również w Rosji i na Ukrainie. Od 2004 roku, przez dwa lata, trenerem kadry był dawny reprezentant Kazachstanu Siergiej Timofiejew.
Na początku 2006 roku jego obowiązki przejął Holender Arno Pijpers. Pod jego kierunkiem Kazachowie odnieśli pierwsze w historii zwycięstwo w meczu eliminacji do Mistrzostw Europy: 24 marca 2007 roku w Ałmaty pokonali 2:1 Serbię. 
Jednak mimo iż zdarzało mu się sprawiać niespodzianki, ostatecznie Kazachstan jak do tej pory nigdy nie zagrał na żadnym turnieju piłkarskim.
Po nim kazachską kadrę prowadzili kolejno Niemiec Bernd Storck, Czech Miroslav Beránek, Rosjanin Jurij Krasnożan, Kazach Talgat Baysufinov, Aleksandr Borodiuk oraz Stanimir Stoiłow. W 2019 roku kadrę Kazachstanu objął Michal Bílek.

## Historia
Do 16 grudnia 1991 kazachscy piłkarze występowali w reprezentacji ZSRR. Dnia 1 czerwca 1992 drużyna zagrała swój pierwszy międzynarodowy mecz przeciwko kadrze Turkmenistanu wygrywając 1:0.

## Bieżące eliminacje

### Eliminacje do Mistrzostw Europy w Piłce Nożnej 2020

#### Grupa I
| Zespół     | Pkt | M  | W  | R | P  | Br+ | Br− | +/− |
| ---------- | --- | -- | -- | - | -- | --- | --- | --- |
| Belgia     | 30  | 10 | 10 | 0 | 0  | 40  | 3   | +37 |
| Rosja      | 24  | 10 | 8  | 0 | 2  | 33  | 8   | +25 |
| Szkocja    | 15  | 10 | 5  | 0 | 5  | 16  | 19  | -3  |
| Cypr       | 10  | 10 | 3  | 1 | 6  | 15  | 20  | -5  |
| Kazachstan | 10  | 10 | 3  | 1 | 6  | 13  | 17  | -4  |
| San Marino | 0   | 10 | 0  | 0 | 10 | 1   | 51  | -50 |

|            | Belgia | Rosja | Szkocja | Cypr | Kazachstan | San Marino |
| ---------- | ------ | ----- | ------- | ---- | ---------- | ---------- |
| Belgia     | X      | 3:1   | 3:0     | 6:1  | 3:0        | 9:0        |
| Rosja      | 1:4    | X     | 4:0     | 1:0  | 1:0        | 9:0        |
| Szkocja    | 0:4    | 1:2   | X       | 2:1  | 3:1        | 6:0        |
| Cypr       | 0:2    | 0:5   | 1:2     | X    | 1:1        | 5:0        |
| Kazachstan | 0:2    | 0:4   | 3:0     | 1:2  | X          | 4:0        |
| San Marino | 0:4    | 0:5   | 0:2     | 0:4  | 1:3        | X          |

## Udział w międzynarodowych turniejach
| 1930 | Nie brała udziału, była częścią ZSRR | Nie brała udziału, była częścią ZSRR |
| 1934 | Nie brała udziału, była częścią ZSRR | Nie brała udziału, była częścią ZSRR |
| 1938 | Nie brała udziału, była częścią ZSRR | Nie brała udziału, była częścią ZSRR |
| 1950 | Nie brała udziału, była częścią ZSRR | Nie brała udziału, była częścią ZSRR |
| 1954 | Nie brała udziału, była częścią ZSRR | Nie brała udziału, była częścią ZSRR |
| 1958 | Nie brała udziału, była częścią ZSRR | Nie brała udziału, była częścią ZSRR |
| 1962 | Nie brała udziału, była częścią ZSRR | Nie brała udziału, była częścią ZSRR |
| 1966 | Nie brała udziału, była częścią ZSRR | Nie brała udziału, była częścią ZSRR |
| 1970 | Nie brała udziału, była częścią ZSRR | Nie brała udziału, była częścią ZSRR |
| 1974 | Nie brała udziału, była częścią ZSRR | Nie brała udziału, była częścią ZSRR |
| 1978 | Nie brała udziału, była częścią ZSRR | Nie brała udziału, była częścią ZSRR |
| 1982 | Nie brała udziału, była częścią ZSRR | Nie brała udziału, była częścią ZSRR |
| 1986 | Nie brała udziału, była częścią ZSRR | Nie brała udziału, była częścią ZSRR |
| 1990 | Nie brała udziału, była częścią ZSRR | Nie brała udziału, była częścią ZSRR |
| 1994 | Nie zakwalifikowała się              | Nie zakwalifikowała się              |
| 1998 | Nie zakwalifikowała się              | Nie zakwalifikowała się              |
| 2002 | Nie zakwalifikowała się              | Nie zakwalifikowała się              |
| 2006 | Nie zakwalifikowała się              | Nie zakwalifikowała się              |
| 2010 | Nie zakwalifikowała się              | Nie zakwalifikowała się              |
| 2014 | Nie zakwalifikowała się              | Nie zakwalifikowała się              |
| 2018 | Nie zakwalifikowała się              | Nie zakwalifikowała się              |
| 2022 | Nie zakwalifikowała się              | Nie zakwalifikowała się              |

| 1960 | Nie brała udziału, była częścią ZSRR       | Nie brała udziału, była częścią ZSRR       |
| 1964 | Nie brała udziału, była częścią ZSRR       | Nie brała udziału, była częścią ZSRR       |
| 1968 | Nie brała udziału, była częścią ZSRR       | Nie brała udziału, była częścią ZSRR       |
| 1972 | Nie brała udziału, była częścią ZSRR       | Nie brała udziału, była częścią ZSRR       |
| 1976 | Nie brała udziału, była częścią ZSRR       | Nie brała udziału, była częścią ZSRR       |
| 1980 | Nie brała udziału, była częścią ZSRR       | Nie brała udziału, była częścią ZSRR       |
| 1984 | Nie brała udziału, była częścią ZSRR       | Nie brała udziału, była częścią ZSRR       |
| 1988 | Nie brała udziału, była częścią ZSRR       | Nie brała udziału, była częścią ZSRR       |
| 1992 | Nie brała udziału, była częścią ZSRR       | Nie brała udziału, była częścią ZSRR       |
| 1996 | Nie brała udziału, nie była członkiem UEFA | Nie brała udziału, nie była członkiem UEFA |
| 2000 | Nie brała udziału, nie była członkiem UEFA | Nie brała udziału, nie była członkiem UEFA |
| 2004 | Nie brała udziału, nie była członkiem UEFA | Nie brała udziału, nie była członkiem UEFA |
| 2008 | Nie zakwalifikowała się                    | Nie zakwalifikowała się                    |
| 2012 | Nie zakwalifikowała się                    | Nie zakwalifikowała się                    |
| 2016 | Nie zakwalifikowała się                    | Nie zakwalifikowała się                    |
| 2020 | Nie zakwalifikowała się                    | Nie zakwalifikowała się                    |
| 2024 | Nie zakwalifikowała się                    | Nie zakwalifikowała się                    |

| 1956 | Nie brała udziału, była częścią ZSRR          | Nie brała udziału, była częścią ZSRR          |
| 1960 | Nie brała udziału, była częścią ZSRR          | Nie brała udziału, była częścią ZSRR          |
| 1964 | Nie brała udziału, była częścią ZSRR          | Nie brała udziału, była częścią ZSRR          |
| 1968 | Nie brała udziału, była częścią ZSRR          | Nie brała udziału, była częścią ZSRR          |
| 1972 | Nie brała udziału, była częścią ZSRR          | Nie brała udziału, była częścią ZSRR          |
| 1976 | Nie brała udziału, była częścią ZSRR          | Nie brała udziału, była częścią ZSRR          |
| 1980 | Nie brała udziału, była częścią ZSRR          | Nie brała udziału, była częścią ZSRR          |
| 1984 | Nie brała udziału, była częścią ZSRR          | Nie brała udziału, była częścią ZSRR          |
| 1988 | Nie brała udziału, była częścią ZSRR          | Nie brała udziału, była częścią ZSRR          |
| 1992 | Nie brała udziału, była częścią ZSRR          | Nie brała udziału, była częścią ZSRR          |
| 1996 | Nie zakwalifikowała się                       | Nie zakwalifikowała się                       |
| 2000 | Nie zakwalifikowała się                       | Nie zakwalifikowała się                       |
| 2004 | Nie brała udziału, nie była już członkiem AFC | Nie brała udziału, nie była już członkiem AFC |

## Stroje
| Okres     | Producent   |
| --------- | ----------- |
| 1994–1996 | Adidas      |
| 1996–1998 | Puma        |
| 1998–1999 | Grand Sport |
| 1999–2000 | Adidas      |
| 2000–2002 | Nike        |
| 2002–2003 | Umbro       |
| 2003–2004 | Nike        |
| 2004–2005 | Puma        |
| 2005–2007 | Diadora     |
| 2008–2012 | Umbro       |
| 2012–     | Adidas      |

## Rekordziści
Kolorem niebieskim zaznaczono wciąż aktywnych piłkarzy
| #  | Nazwisko              | Lata gry w kadrze | Mecze | Bramki |
| -- | --------------------- | ----------------- | ----- | ------ |
| 1  | Samat Smakow          | 2000–             | 76    | 2      |
| 2  | Rusłan Bałtijew       | 1997–2009         | 73    | 13     |
| 3  | Nurboł Żumaskalijew   | 2001–2014         | 58    | 8      |
| 4  | Andriej Karpowicz     | 2000–2014         | 55    | 3      |
| 5  | Dawid Łorija          | 2000–             | 43    | 0      |
| 6  | Siergiej Ostapienko   | 2007–2014         | 42    | 6      |
| 6  | Siergiej Chiżniczenko | 2009–             | 42    | 8      |
| 8  | Jurij Łogwinienko     | 2008–             | 41    | 4      |
| 9  | Aleksandr Kuczma      | 2005–2008         | 37    | 2      |
| 10 | Azat Nurgalijew       | 2009–             | 36    | 3      |

| #  | Nazwisko              | Lata gry w kadrze | Bramki | Mecze |
| -- | --------------------- | ----------------- | ------ | ----- |
| 1  | Rusłan Bałtijew       | 1997–2009         | 13     | 73    |
| 2  | Wiktor Zubariew       | 1997–2004         | 12     | 18    |
| 3  | Dmitrij Biakow        | 2000–2008         | 8      | 33    |
| 3  | Siergiej Chiżniczenko | 2009–             | 8      | 42    |
| 3  | Nurboł Żumaskalijew   | 2001–2014         | 8      | 58    |
| 6  | Igor Awdiejew         | 1996–2005         | 6      | 27    |
| 6  | Oleg Litwinienko      | 1996–2006         | 6      | 28    |
| 6  | Siergiej Ostapienko   | 2007–2014         | 6      | 42    |
| 9  | Andriej Finonczenko   | 2003–2014         | 5      | 21    |
| 10 | Aleksiej Kliszyn      | 1997–2000         | 4      | 8     |
| 10 | Aschat Kadyrkułow     | 1997–2002         | 4      | 24    |
| 10 | Kajrat Nurdäuletow    | 2003–2013         | 4      | 35    |
| 10 | Jurij Łogwinienko     | 2008–             | 4      | 41    |